# Мостарт, Гиллис
Гиллис Мостарт Старший или Гиллис Мостарт Первый (нидерл. Gillis Mostaert I; 27 или 28 ноября 1528, Хюлст Зеландия (провинция)Зеландия — 28 декабря 1598, Антверпен) — фламандский живописец и рисовальщик эпохи Северного Возрождения.
Гиллис был разносторонним художником, работавшим в разных жанрах, включая пейзаж, бытовую и историческую живопись; особенно известен своими зимними пейзажами, сценами с пожарами и «ночными сценами». Художник управлял большой мастерской в Антверпене, которая поставляла работы многим известным меценатам и коллекционерам.

## Жизнь и творчество
Гиллис Мостарт pодился и воспитывался в семье потомственных художников. Его дед Ян Мостарт был известным живописцем, художниками также были отец Гиллиса, которого также звали Гиллис, и его брат-близнец Франс Мостарт (современные исследователи ставят под сомнение утверждение о том, что Ян Мостарт был родственником Гиллиса).
Вместе с братом Гиллис учился рисунку и живописи в мастерской живописца Герри мет де Блеса, затем — совместно с Яном Мандейном — осваивал искусство пейзажа. В 1555 году, вместе с братом Франсом, Гиллис вступил в антверпенскую Гильдию Святого Луки, где занимал должность ритора. Впрочем, согласно некоторым источникам, Франс Мостарт стал членом гильдии ещё ранее, с 1553 года. Предполагается также, что Гиллис работал вместе с Мартеном ван Клеве и Мартеном де Восом в студии Франса Флориса, ведущего художника исторического жанра в Антверпене того времени.
В 1563 году Гиллис Мостарт женился на Маргарите Бас, у супругов было шестеро детей. С коллегами по цеху художников поддерживал дружеские отношения: так, двое из них, Питер Балтен и Криспин ван ден Брок, были крёстными отцами детей Гиллиса, соответственно в 1571 и 1588 годах.
Мостарт основал процветающую мастерскую в Антверпене, и его работы продавались по высоким ценам. В описях коллекций произведений искусства самых важных коллекционеров конца XVI — начала XVII веков указано множество дорогих кабинетных картин Мостарта, что показывает, что его работы пользовались покровительством известных и состоятельных частных клиентов. В число этих коллекционеров входили Франсуа Перрено де Гранвель (1559—1607) (младший брат кардинала Антуана Перрено де Гранвеля), эрцгерцог Австрии Эрнест (1553—1595) и эрцгерцог Леопольд Вильгельм Австрийский. Филипсу ван Валкениссе, лорду Хемиксема, главе ополчения Антверпена и, возможно, величайшему коллекционеру произведений искусства Антверпена, принадлежало более пятидесяти картин Мостарта.
Гиллис Мостарт писал пейзажи, картины бытового жанра, композиции на исторические и библейские сюжеты. Иногда при создании художественных произведений сотрудничал с другими мастерами. Писал как на холсте, так и на дереве — особенно на религиозные сюжеты, используя технику гризайля. Мостарт часто использовал медь в качестве основы для своих картин, написанных маслом, что придавало им характерный блеск и сияющий вид.
Известен как талантливый имитатор произведений И.Босха. Гиллиса считали продолжателем фламандской художественной традиции, самым ранним представителем которой был Иероним Босх и ещё одним примером которой был его современник Питер Брейгель Старший. Композиция, вдохновленная Босхом, — это «Воз сена» (также известная как «Аллегория мирских и клерикальных злоупотреблений»), различные версии которой он создал.
Своеобразны также уличные пейзажи Антверпена работы Г. Мостарта. По сведениям Карела ван Мандера Гиллис Мостарт был востребован как художник по стаффажу и добавлял фигуры в пейзажи своих коллег из Антверпена, таких как Корнелис ван Далем (которому он представил Бартоломеуса Cпрангера как ученика), Мартен ван Клеве, Корнелис Моленар и Якоб Гриммер, а также в архитектурные картины и виды города Хендрика ван Стенвейка Первого и Ганса Вредемана де Вриса.
Известным учеником Гиллиса был живописец-пейзажист Гиллис ван Конинкслоо. В санкт-петербургском Эрмитаже имеется всего одна картина Гиллиса Мостарта «Бегство в Египет».

## Галерея

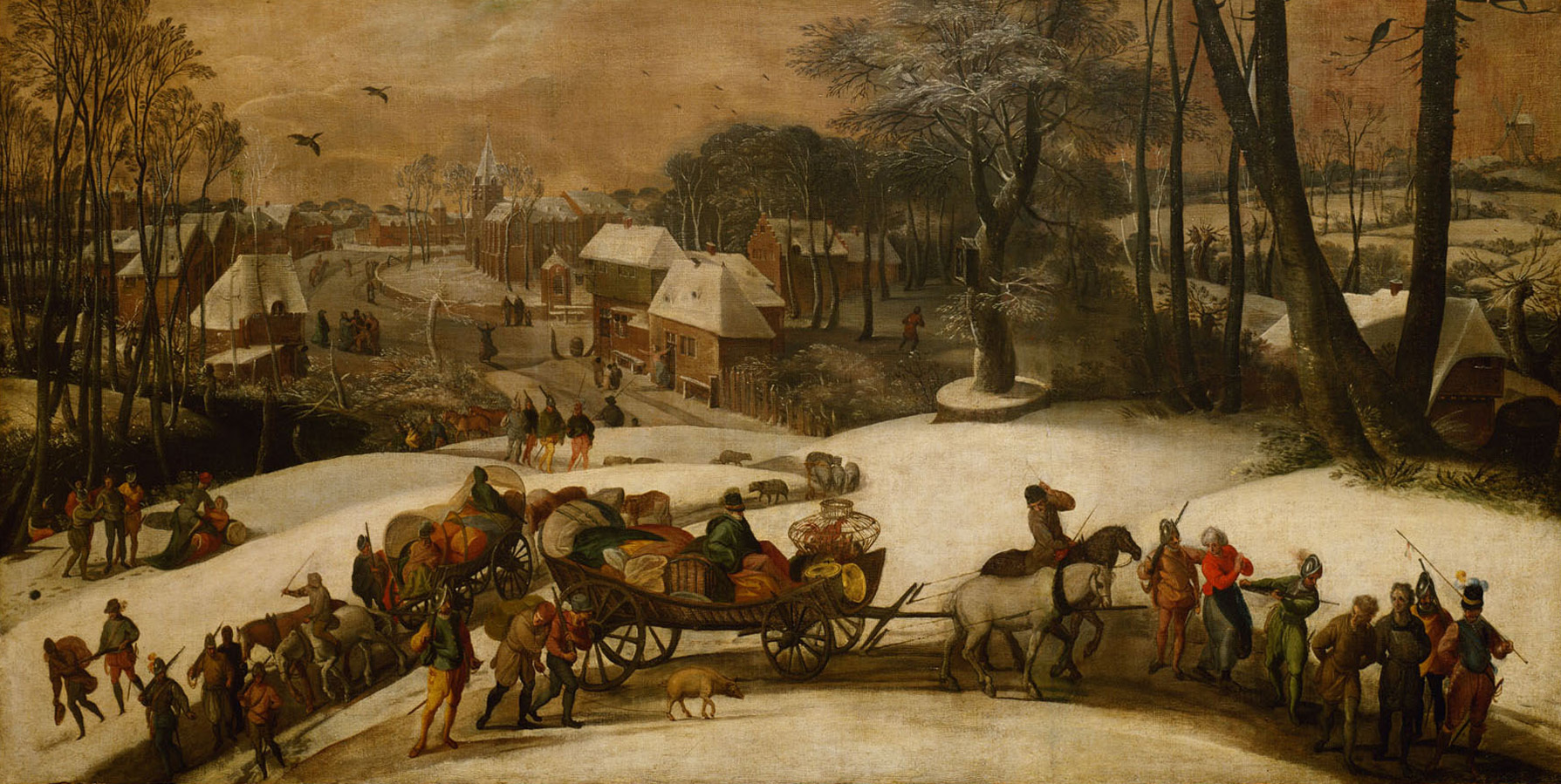
Военная экспедиция зимой. Ок. 1590. Холст, масло. Музей истории искусств, Вена
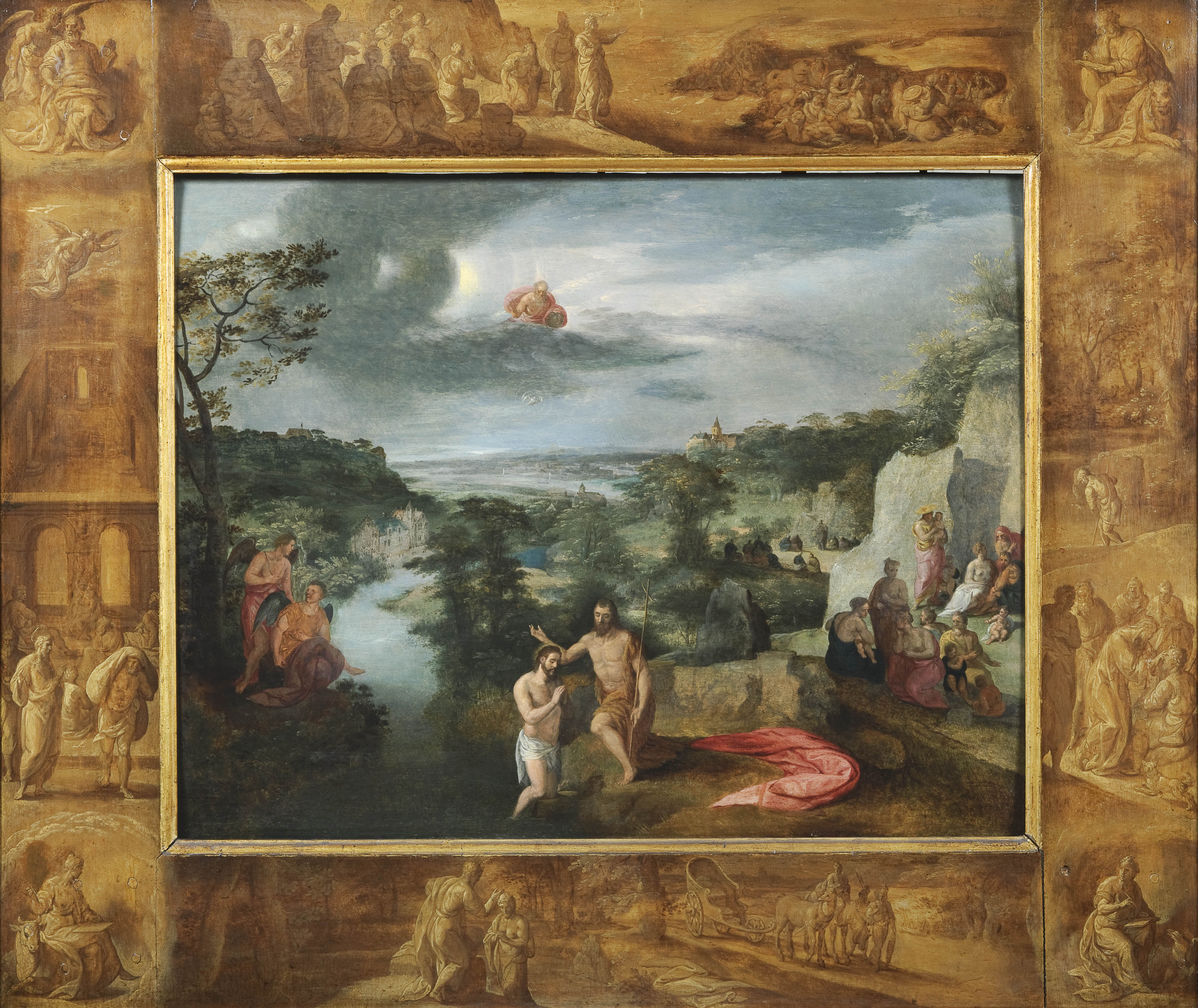
Крещение Христа. 1598. Дерево, масло. Фонд Кустодиа, Париж
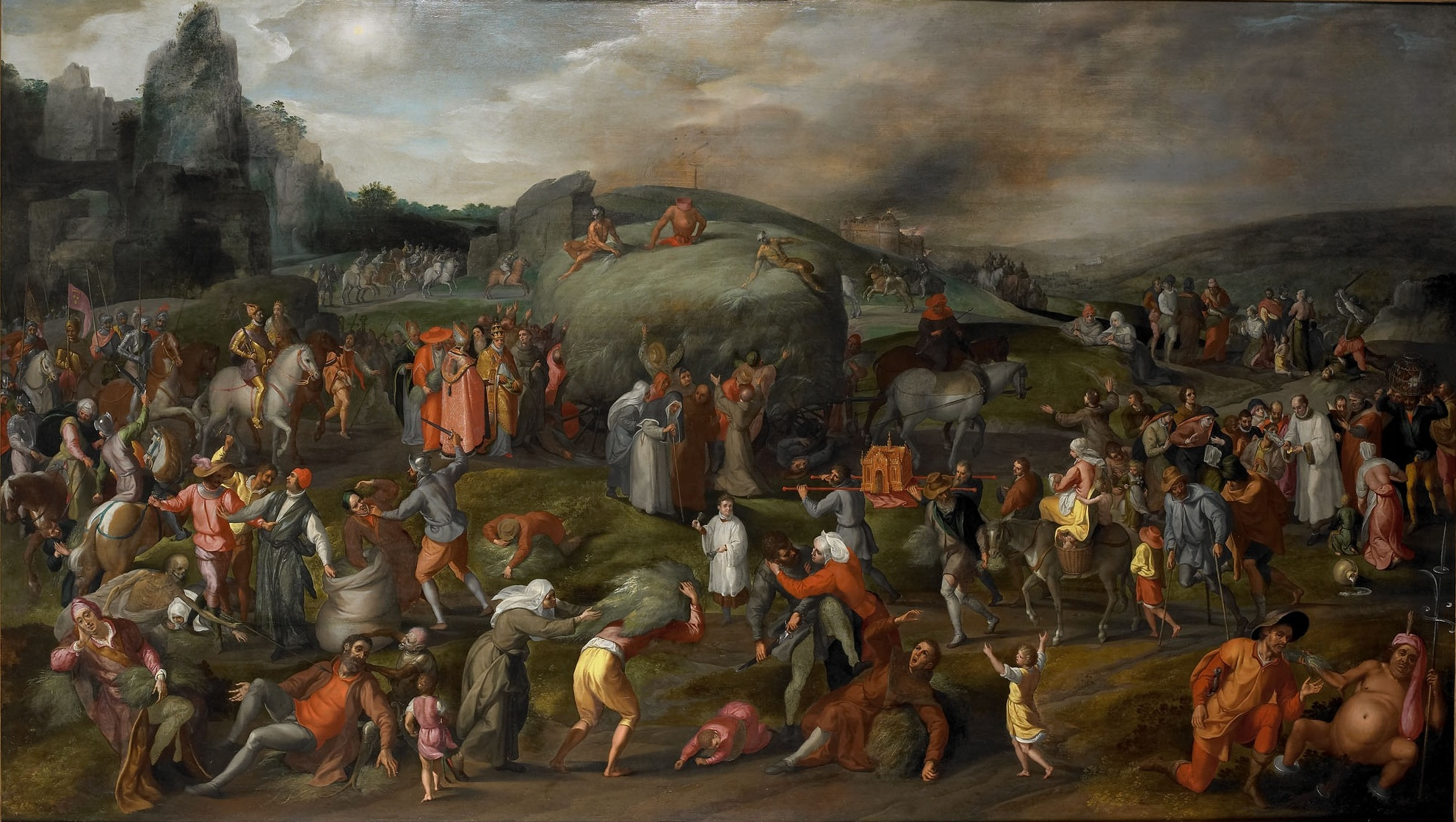
Аллегория мирских и церковных злоупотреблений. 1580. Дерево, масло. Музей монастыря Святой Екатерины, Утрехт
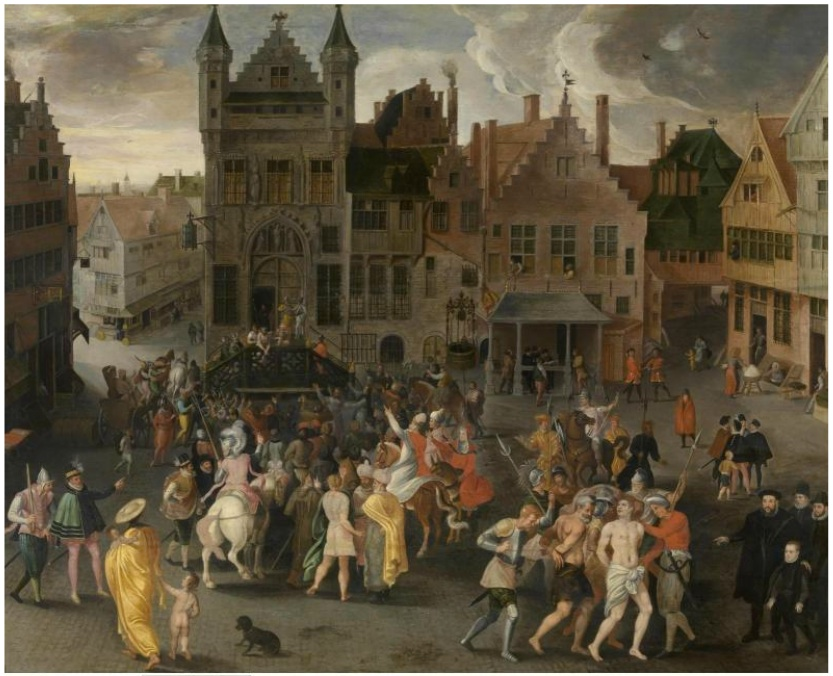
Мистерия Крестного пути на городской площади Антверпена. Между 1554 и 1598. Дерево, масло. Королевский музей изящных искусств, Антверпен
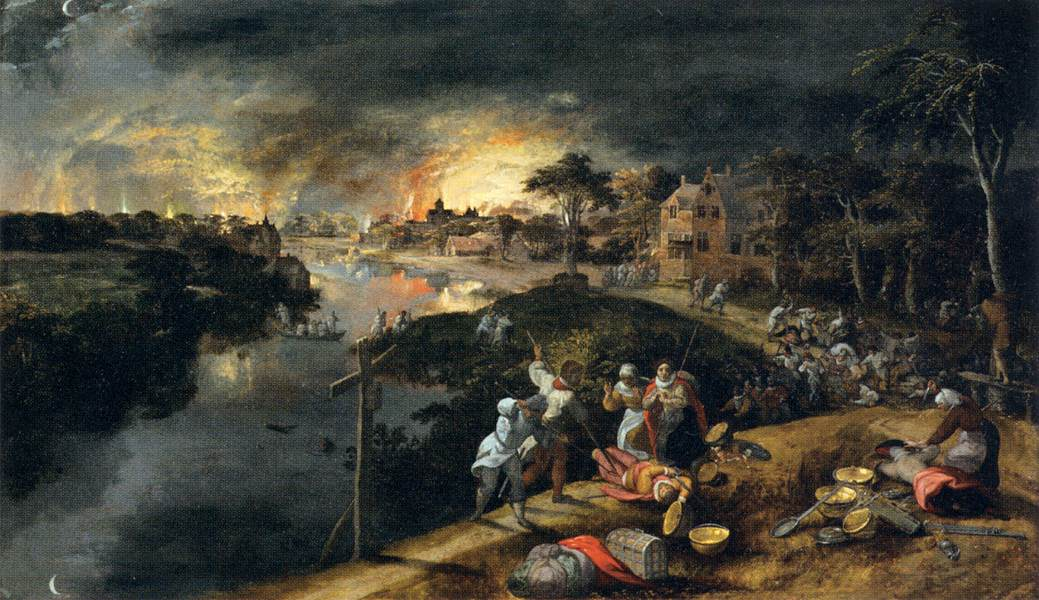
Сцена войны и пламени. 1569. Дерево, масло. Лувр, Париж
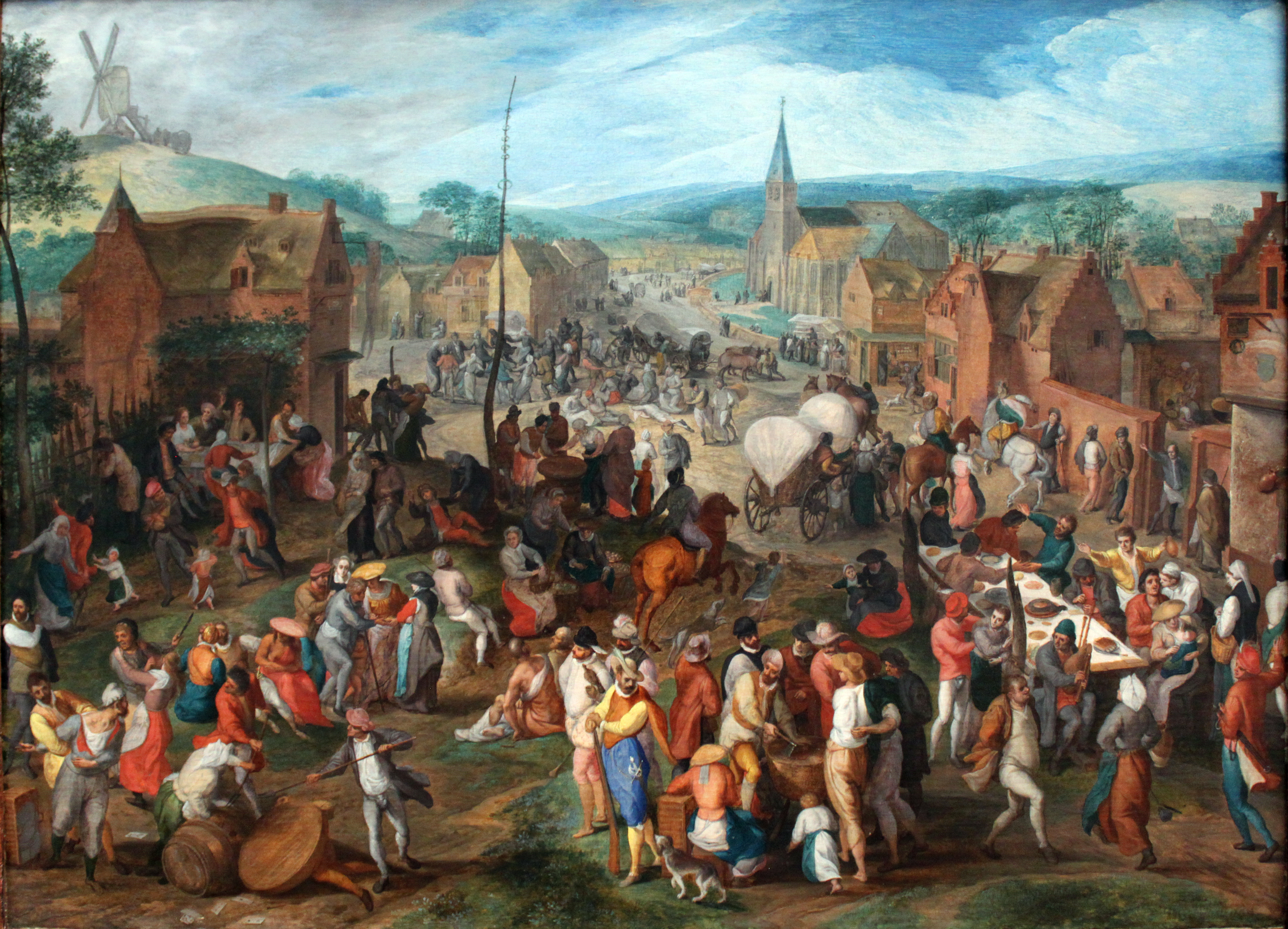
Кермес (сельская ярмарка). 1590. Дерево, масло. Берлинская картинная галерея
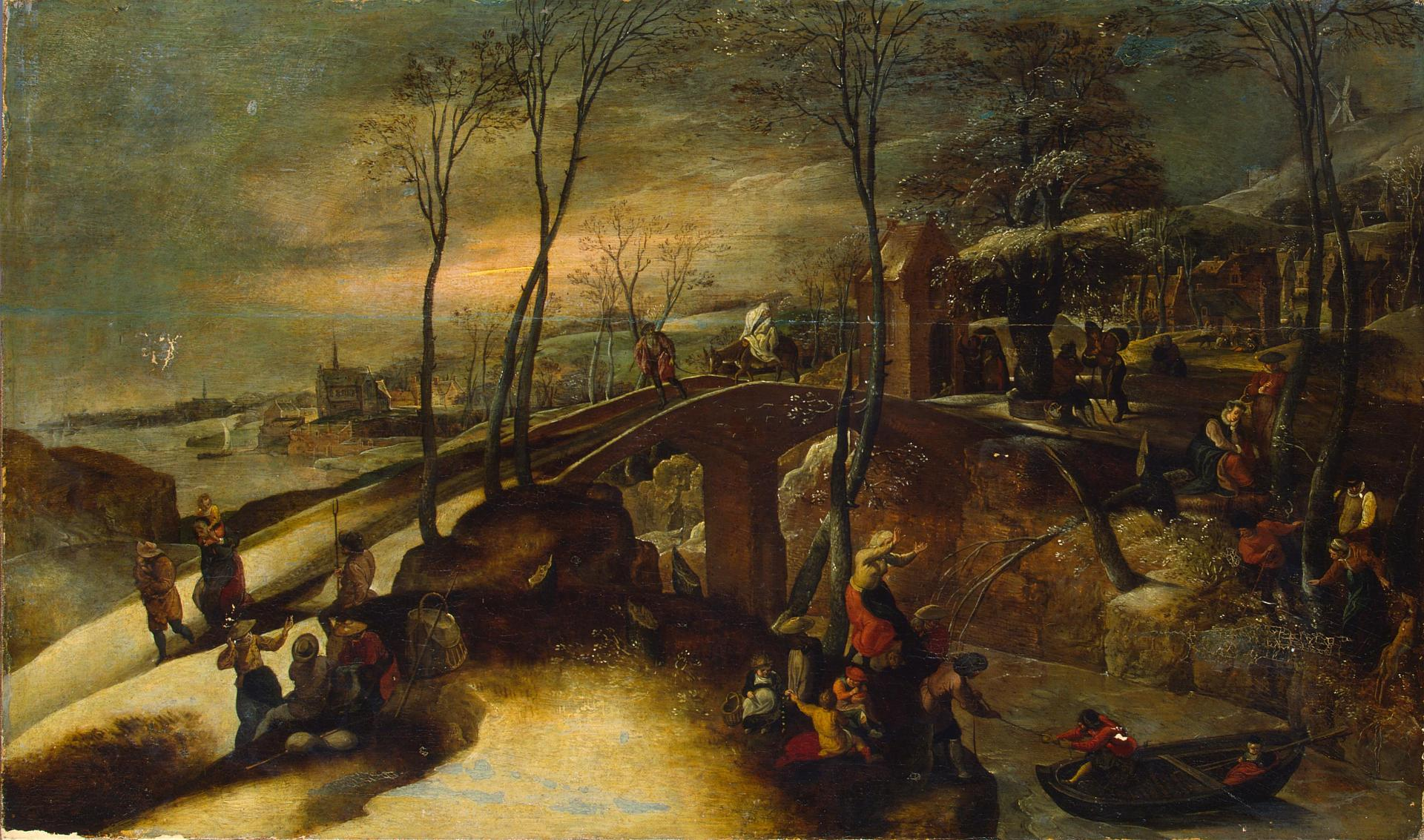
Бегство в Египет. Между 1550 и 1590. Холст, масло (переведено с дерева). Государственный Эрмитаж, Санкт-Петербург